# Орехво, Николай Семёнович
Николай Семенович Орехво (11 (24) ноября 1902, д. Боруны, Ошмянский уезд, Виленская губерния, ныне Гродненская область — 16 июля 1990, Минск) — деятель революционного движения в Западной Беларуси, историк. Заслуженный работник культуры БССР (1981).

## Биография
Участник гражданской (воевал против войск Юденича) и советско-польской войн. В начале 1920-х — секретарь Новгородского уездного и губернского комитетов РКСМ. С сентября 1923 — в аппарате ЦК РКСМ. В 1924 году — председатель Временного Белорусского Бюро ЦК РКСМ, избран первым секретарем ЦК ЛКСМБ.
Член ЦИК Белорусской ССР (1924).
С января 1925 года на подпольной работе в Западной Беларуси: секретарь Виленского окружного комитета, член ЦК Коммунистической партии Западной Белоруссии. В марте 1926 года арестован польской дефензивой. 5 лет находился в тюрьмах Польши. В 1934—1935 годах возглавлял Краевой секретариат ЦК КПЗБ. С мая 1935 года — член Бюро, с июля 1936 года — представитель ЦК КПЗБ при организационном аппарате ЦК Компартии Польши в Праге.
С декабря 1939 года жил в СССР. Во время Второй мировой войны — в Войске Польском. С 1944 года — в аппарате Ведомства общественной безопасности, с 1945 — Министерства общественной безопасности, в 1954—1956 — Комитета общественной безопасности. С 1956 года — в Минске, в Институте истории партии при ЦК КПБ, в котором работал старшим научным сотрудником до 1984 года.

## Научная деятельность
Автор многочисленных публикаций по истории революционного национально-освободительного движения, Коммунистической партии и комсомола. Один из авторов коллективной работы «Революционный путь Компартии Западной Беларуси (1921—1939 гг.)» (Соч., 1966), составитель и редактор сборников документов и материалов «Борьба трудящихся Западной Белоруссии за социальное и национальное освобождение и воссоединение с БССР» (т. 1-2, Соч., 1962—1972), сборников воспоминаний «В суровые годы подполья» (Соч., 1958), «Годы испытаний и мужества» (Соч., 1973) и др.